# Millegem (Ranst)
Millegem is een gehucht in de deelgemeente Ranst. Het oude grondgebied van het gehucht strekt zich uit over delen van Boechout (Vremde) en Ranst.

## Geschiedenis
Millegem was een parochie tot 1805, waarna het gesplitst werd onder de parochies Vremde en Ranst. Momenteel staat het merendeel van de huizen in de gemeente Ranst, met een 10tal huizen in de gemeente
Boechout (Vremde).
Het kerkje van Millegem was waarschijnlijk de eerste parochiekerk van (de heerlijkheid) Ranst.  De kerk werd in zijn huidige vorm gebouwd tussen de 13e en de 16e eeuw. De toren dateert uit de 13e eeuw. De kerk brandde in 1608 gedeeltelijk af, en werd herbouwd, deze hernieuwde kerk was tegen 1684 dusdanig vervallen dat de kerk in 1684 opnieuw is opgebouwd op de oude fundamenten.  Het originele grondplan van de kerk is eenvoudig, met 2 zijaltaren (waaronder 1 Maria altaar), en 2 smalle zijbeuken. De kerk heeft eenvoudige ramen in loodglas en een tongewelf.
Bij de afschaffing van Millegem als parochie in 1805 werd de kerk gesloten voor dagelijkse erediensten, tot 1955 werden hier enkel missen opgedragen in de week van de Sint Antoniusviering (17 januari) en van de Onze-Lieve-Vrouw-Ten-Hemel-Opneming (15 augustus), alsook begrafenissen van mensen uit de Millegemse kern. Vanaf 1955 worden er opnieuw wekelijkse erediensten opgedragen in de kerk.

## Bezienswaardigheden
De kerk van Millegem, officieel de Onze-Lieve-Vrouw-Ten-Hemel-Opgenomenkapel, is het kerkje in het centrum van Millegem. In de kerk worden elk weekend erediensten opgedragen. Momenteel wordt de kerk buiten erediensten onder andere gebruikt om concerten te geven en cd's in op te nemen, de beperkte hoorbaarheid van geluiden uit de omgeving zou hierin meespelen. Binnen in de kerk staan enkele beelden uit de 16e en 17e eeuw, waarvan de Calvarie uit de 16e eeuw, van de Mechelse beeldhouwer T. Hazart, het belangrijkste is.
De klok van de kerk van Millegem is de oudste klok van de streek, ze werd in 1805 geschonken aan de kerk door de weduwe van het kasteel Zevenbergen, nadat de vorige klokken waren verwijderd door de Fransen. Om onbekende redenen is de klok van de kerk niet opgevorderd tijdens de Tweede Wereldoorlog. De andere klokken uit de streek zijn hierdoor vervangen geweest na de Tweede Wereldoorlog.

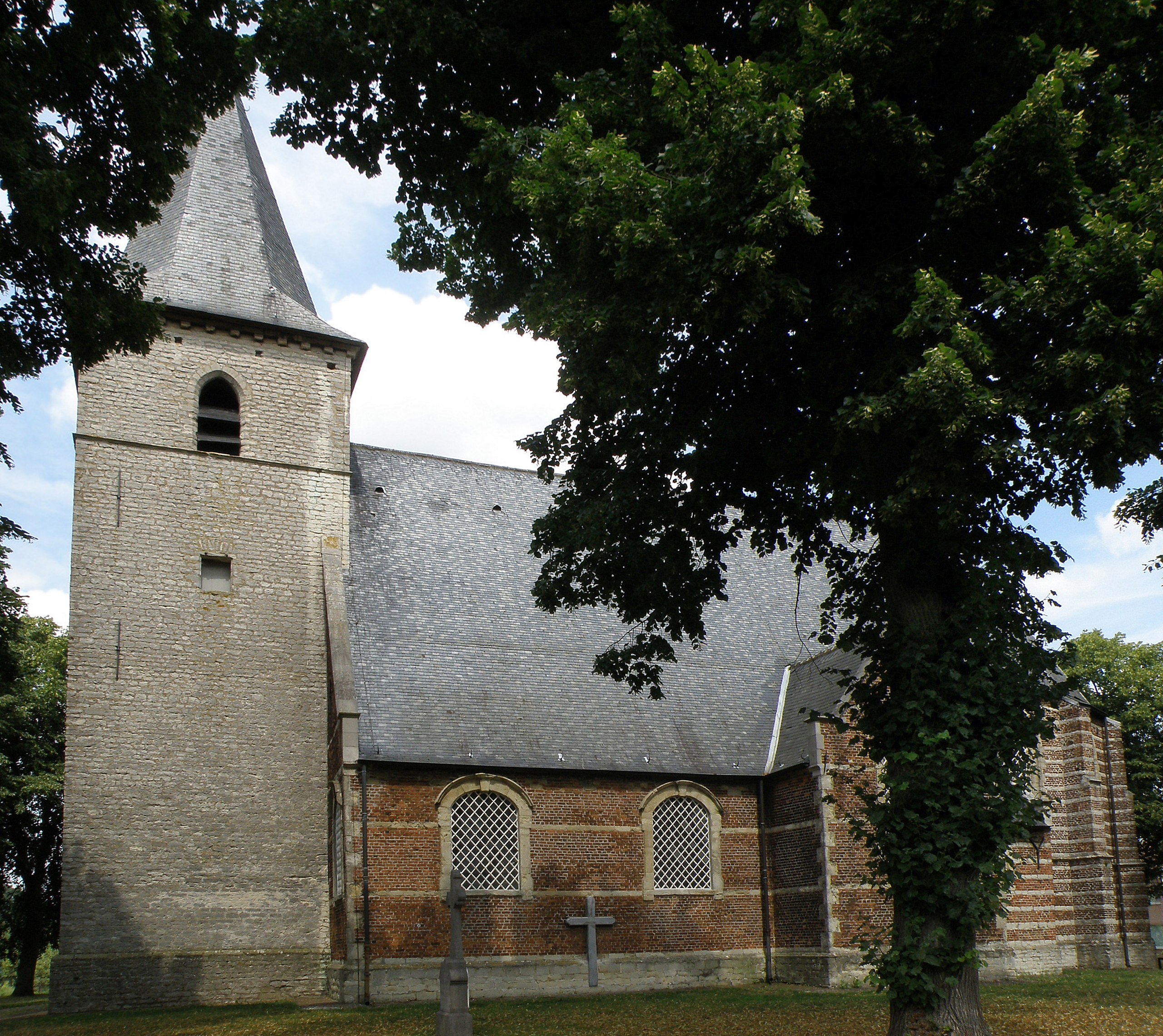
Kapel Onze-Lieve-Vrouw-ten-Hemel-Opgenomen

## Nabijgelegen kernen

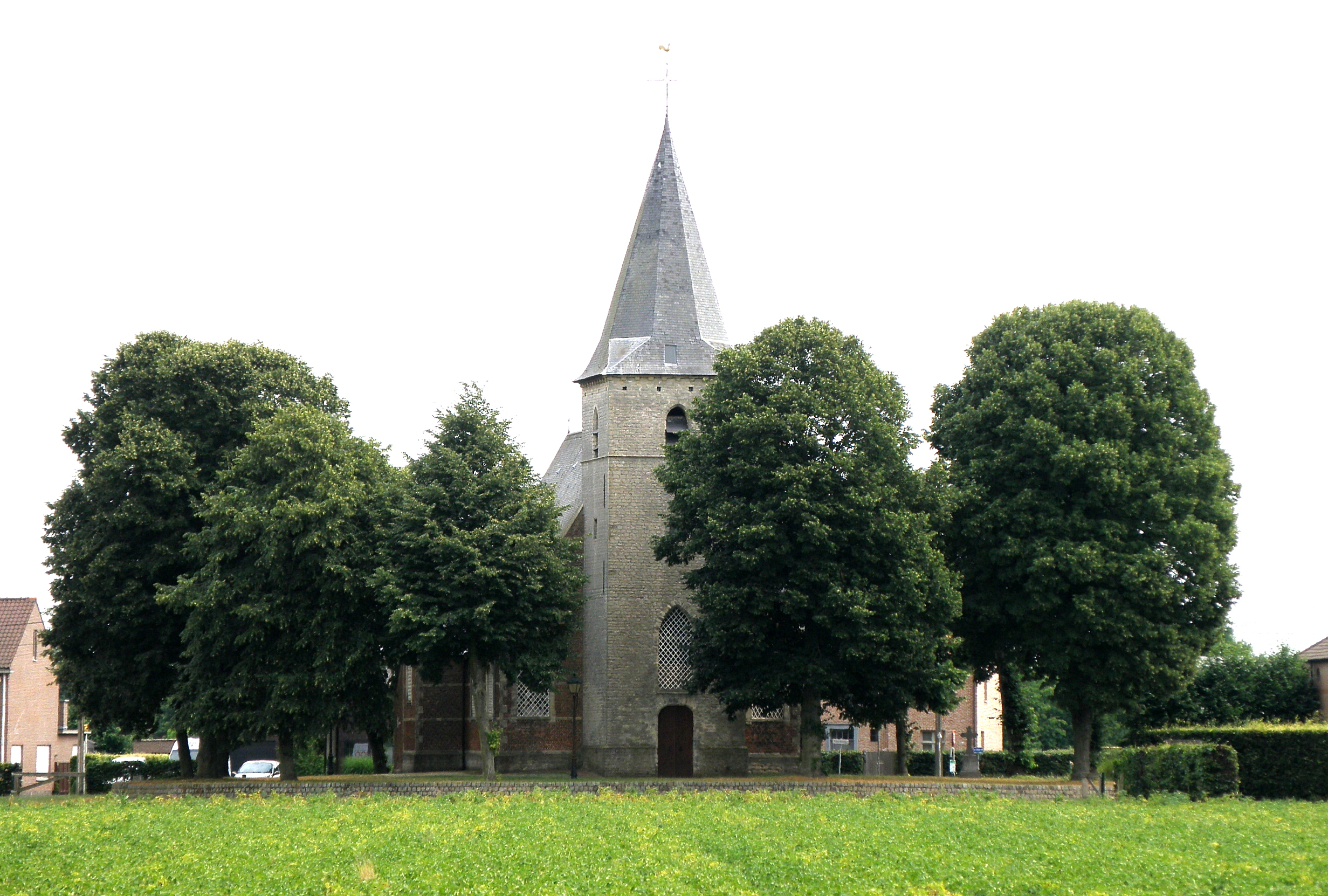
Onze-Lieve-Vrouw-Ten-Hemel-Opgenomenkapel

Ranst, Vremde